# Happing
Happing ist ein Stadtteil und eine Gemarkung der kreisfreien Stadt Rosenheim in Oberbayern im südöstlichen Bereich des Stadtgebietes.

## Geographie
Die ehemalige Gemeinde bietet mit dem Happinger See,  dem Happingerausee und dem Floriansee beliebte Naherholungsorte für die Bürger Rosenheims. Der Ort Happing selbst hat heute etwa 450 Einwohner, das Gebiet der Gemeinde hatte 1987 4949 Einwohner.

## Geschichte
Das 1803 säkularisierte Kloster Tegernsee zählte zu seinem Besitz auch das Dorf Happing. In einer Urkunde von 1017 wird „Häppingen“ erstmals schriftlich erwähnt. Am 1. Juli 1967 wurde die 1818 durch das bayerische Gemeindeedikt begründete Gemeinde Happing in die Stadt Rosenheim eingegliedert. Neben dem Kirchdorf Happing gehörten dazu das Dorf Au b. Happing, die Einöde Au b. Rosenheim, der Weiler (und die spätere Siedlung) Heilig Blut, das Dorf (und der spätere Stadtteil) Kaltmühl, die Siedlung Kaltwies sowie der Weiler Thansau. Zum Stichtag der Volkszählung am 25. Mai 1987 hatten diese Ortsteile zusammengenommen 4949 Einwohner, davon 3503 in Kaltmühl/Kaltwies, 879 in der Siedlung Heilig Blut und 385 im Dorf Happing. Die Siedlung Heilig Blut ist jedoch auch in die westlich benachbarte Gemarkung Aising hineingewachsen, so dass seine Einwohnerzahl strenggenommen nicht auf die Gemarkung Happing beschränkt ist.

## Baudenkmäler
Die katholische Filialkirche St. Martin repräsentiert den frühbarocken Saalbau (Hans Mayr, 1676/79). Ihr Kern ist spätgotisch. Eine Erneuerung fand um 1779/80 statt. 1845 wurde die kirche renoviert und mit teilweiser Überarbeitung im neugotischen Stil neu gefasst.